# 復仇戰將
《復仇戰將》（英語：Inferno，或稱為）是一部1999年美國動作喜劇片，由約翰·艾維森執導，湯姆·歐羅奇（Tom O'Rourke）編寫劇本，尚-克勞德·范·達美、丹尼·崔喬和森田則之主演。該片是艾維森在2017年去世之前執導的最後一部電影。
劇情講述艾迪·拉邁斯（Eddie Lomax，范·達美飾演）是一位經驗豐富的退伍軍人，在沙漠中徘徊，尋找死亡的理由。直到惡劣的混混兄弟檔搶走了艾迪朋友的摩托車並重傷了艾迪，這使倖存的他踏上復仇之路。電影故事取自黑泽明的日本電影《大鏢客》（1961年）。《復仇戰將》於1999年9月25日在美國DVD首映發行，同時在部分地區院線上映。

## 劇情
退伍軍人艾迪·拉邁斯騎著印第安摩托車到開闊的沙漠平原中，直到車輛故障。艾迪下車喝著一瓶龍舌蘭酒，並看見他的墨西哥裔印第安朋友強尼，強尼表次自己已經收到艾迪寄來的明信片。艾迪透露自己打算喝得爛醉如泥並自殺，以結束他在軍隊中經歷的殺戮。在胡亂開槍後，一輛卡車駛來，歐根斯兄弟麥特、傑西和彼得下車，麥特指責艾迪開槍打中他們的車且差點射到他；這時強尼突然消失，代表他只是艾迪產生的幻覺。
麥特要神智不清的艾迪道歉，並要求交出他的摩托車，但艾迪表示那是強尼送給自己的車而拒絕後，麥特生氣地將他毆打倒地。麥特和傑西要彼得開槍了結他，彼得隨後開了幾槍，並向他的哥哥們表示對方已死；實際上他只向地面開了兩槍。過程中，多蒂和維爾恩開車經過，多蒂對艾迪相當關心，但維爾恩則不想去惹歐根斯家族。
強尼·西克斯圖斯找到了艾迪並照顧他。然後，艾迪回到鎮上，從當舖裡拿回了自己的槍，同時殺了店中欺騙遊客並囚禁叔叔的惡煞兄弟檔里昂及萊斯特。艾迪還愛上了餐廳女服務員布蘭妲·雷諾，並讓老顧客朱伯·厄里幫助他處理屍體。
艾迪透過招惹鎮上另一個幫派來讓他們與歐根斯家族相對立，麥特為此殺死了長期對兄弟們嚴苛的父親拉姆西。之後艾迪的技倆被識破，使強尼被麥特槍殺。歐根斯家族和先前相互對立的幫派合作通緝艾迪，但在布蘭妲地幫助下，艾迪殺死了許多敵人。殺死傑西後，艾迪放走當初沒下自己殺手的彼得，之後與麥特展開一對一對決。艾迪處於下風時，一架空軍基地的戰機飛過，讓麥特分心，艾迪趁機連續毆打他，但最後不打算殺死對方。麥特在艾迪與布蘭妲相擁時企圖朝他們開槍，但被一旁圍觀的鎮民開槍打死。歐根斯家族的統治結束，小鎮恢復和平，鎮民藉此對外宣稱死去的匪徒都被外星人抓走，帶來了一筆觀光財。在沙漠平原中，艾迪和布蘭妲騎著找回來的印第安摩托車兜風，還有騎著同款車的強尼在一旁同行。

## 演員
- 尚-克勞德·范·達美飾演艾迪·拉邁斯（Eddie Lomax）
- 丹尼·崔喬飾演強尼·西克斯圖斯（Johnny Sixtoes）
- 森田則之飾演朱伯·厄里（Jubal Early）
- 加布里埃尔·费茨帕特里克（英语：Gabrielle Fitzpatrick）飾演布蘭妲·雷諾（Rhonda Reynolds）
- 赖瑞·卓克飾演拉姆西·歐根斯（Ramsey Hogan）
- 文森·斯加維力（英语：Vincent Schiavelli）飾演辛格先生（Mr. Singh）
- 大衛·弗拉利克（英语：David "Shark" Fralick）飾演麥特·歐根斯（Matt Hogan）
- 塞拉斯·威尔·米切尔飾演傑西·歐根斯（Jesse Hogan）
- 強納森·艾維森（Jonathan Avildsen）飾演彼得·歐根斯（Petey Hogan）
- 李·特格森飾演路克（Luke）
- 潔米·佩絲莉飾演多蒂·馬修斯（Dottie Matthews）
- 比爾·厄爾文（英语：Bill Erwin）飾演伊利·漢密爾頓（Eli Hamilton）
- 福特·雷尼（英语：Ford Rainey）飾演雷諾茲老爹（Pop Reynolds）
- 伊芙琳·格雷羅（英语：Evelyn Guerrero）飾演柏蒂·厄里（Bertie Early）
- 傑夫·科伯（英语：Jeff Kober）飾演貝賽柯爾（Beserko）

## 製作和發行
主要拍攝於1998年6月開始在莫哈韋沙漠進行，為期八週。電影初剪版時期被稱為《土狼之月》（Coyote Moon），但尚-克勞德·范·達美不喜歡該版本而將電影重剪一遍，除了將片長縮減至95分鐘外還將片名改為。這使導演約翰·艾維森試圖將他的名字刪去。在海報，DVD盒和電影的開頭片中，他被掛名為「丹尼·穆倫」（Danny Mulroon），但片尾仍顯示艾維森的真名。
《復仇戰將》在美國的發行權被索尼影視娛樂買下並讓旗下三星影業部門安排在院線上映，但因之前發行的《迎頭痛擊》（1998年）與《魔鬼命令：重返戰場》（1999年）票房失利而改以DVD首映發行。後來電影以的名稱重新發行。《復仇戰將》是艾維森在2017年去世之前執導的最後一部電影，但他的剪輯版從未對外發行，但他覺得自己的《土狼之月》會使電影更成功。

## 備註
1. ↑  電影接近尾聲時，公車司機邀請潔米·佩絲莉飾演的多蒂一起看《復仇戰將》故事原型《大鏢客》。

## 外部連結
- 互联网电影数据库（IMDb）上《復仇戰將》的资料（英文）
- TCM电影资料库上《復仇戰將》的资料（英文）
- AllMovie上《復仇戰將》的资料（英文）